# Santa Teresa Gallura

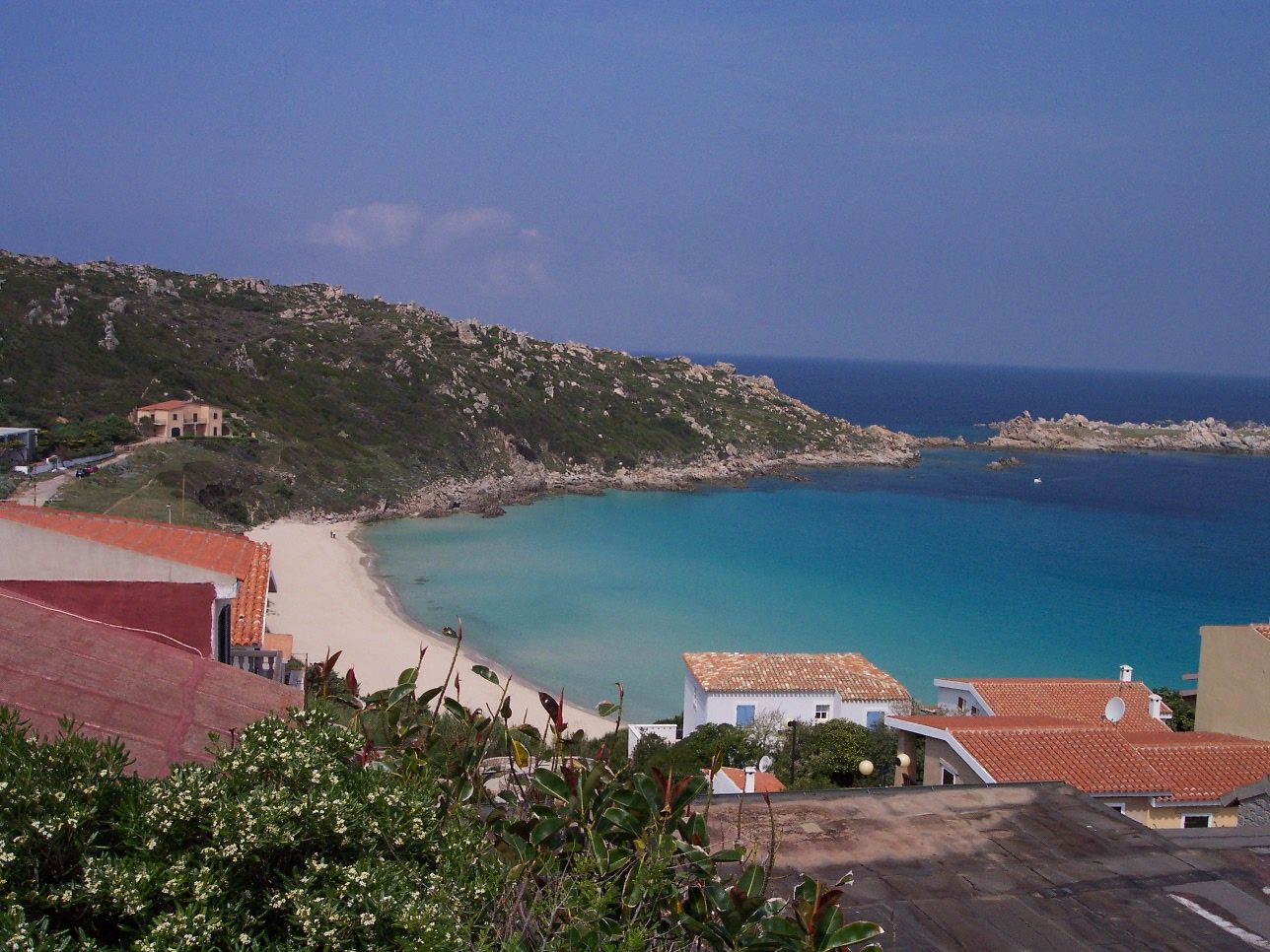
Santa Teresa, Stadtstrand

Santa Teresa Gallura ist die nördlichste Stadt Sardiniens. Sie liegt in der Provinz Nord-Est Sardegna und hat etwa 5044 Einwohner (Stand 31. Dezember 2023). Die Stadt ist touristisch geprägt.
Der archäologische Fundplatz Lu Brandali liegt im Ortsteil Santa Reparata, im Südwesten von Santa Teresa di Gallura.

## Verkehr
Santa Teresa liegt an zwei Provinzstraßen.
Vom Hafen besteht eine Fährverbindung nach Bonifacio auf der französischen Insel Korsika, die von den Gesellschaften Saremar und Moby Lines mehrfach pro Tag bedient wird. Die Fahrzeit beträgt rund eine Stunde.
Der nächstgelegene Flughafen ist Olbia.